# Maison Samuel-Bédard
La maison Samuel-Bédard, aussi connu sous le nom du musée Louis-Hémon, est un établissement patrimonial construit en 1903 et rénové en 1987 dans la municipalité de Péribonka. L'écrivain français Louis Hémon (1880-1913) recueille des informations et rédige son roman Maria Chapdelaine alors qu'il habite l'appentis et le grenier de la maison.

## Voir plus